# Andrew Ellicott Douglass
Andrew Ellicott Douglass (født 5. juli 1867 i Windsor, Vermont, død 20. marts 1962 i Tucson, Arizona) var en amerikansk astronom.
Douglass grundlagde forskningsfeltet dendrokronologi, hvilket er en dateringsmetode, hvor alderen på træ kan bestemmes ved at analysere dets årringe. Han opdagede tillige en korrelation mellem træernes årsringe og solpletcykler.
Nedslagskratere på månen og Mars bærer til Douglass ære hans navn.

## Forfatterskab
Douglass, A.E.
- “Tabulation of Dates for Bluff Ruin” Tree-Ring Bulletin Vol. 9, No. 2 (1944)
- “Age of Forestdale Ruins Excavated in 1939” Tree-Ring Bulletin Vol. 8, No. 2 (1941)
- “Tree-Ring Dates from the Forestdale Valley, East-Central Arizona” Tree-Ring Bulletin Vol.7, No. 2 (1940)
- “Dating Our Prehistoric Ruins: How Growth Rings in Timbers Aid in Establishing the Relative Ages in Ruined Pueblos of the Southwest” Natural History Vol. 21, No. 2 (1921)